# Mizerów
Mizerów is een plaats in het Poolse district  Pszczyński, woiwodschap Silezië. De plaats maakt deel uit van de gemeente Suszec en telt 1326 (VI 2002) inwoners.